# Военная академия Республики Беларусь
Вое́нная акаде́мия Респу́блики Белару́сь (ВАРБ; бел. Вае́нная акадэ́мія Рэспу́блікі Белару́сь) — высшее военное учебное заведение в национальной системе образования Республики Беларусь и головное учреждение образования в системе подготовки, переподготовки и повышения квалификации военных кадров.

## История
Учреждение образования «Военная академия Республики Беларусь» создано в соответствии с Указом Президента Республики Беларусь № 192 от 17 мая 1995 года на основе двух училищ — Минского высшего военного инженерного (МВВИУ) и Минского высшего военного командного (МВВКУ).
МВВКУ стало преемником Минского высшего военно-политического общевойскового училища (МВВПОУ), которое было основано 10 мая 1980 года, и за время своего существования (до 1991 года) осуществило 11 выпусков и подготовило более 1900 офицеров. 35 из них по завершении учёбы получили золотые медали. Более 150 его выпускников прошли Афганскую войну. С 1980 по 1991 год в Минском военно-политическом училище получили военное образование 900 человек из 21 зарубежной страны. После обретения Беларусью независимости, МВВПОУ было преобразовано в Минское высшее военное командное училище.
МВВИУ стало преемником Минского высшего инженерного зенитного ракетного училища (МВИЗРУ), существовавшего с 1953 года.
Учреждение образования «Военная академия Республики Беларусь» входит в число крупнейших вузов страны и имеет специальное разрешение (лицензию) № 02100/0533105 на право осуществления образовательной деятельности.
В 2020 году курсанты "Военной академии" участвовали в разгоне митингов.

## Обучение и материально-техническая база

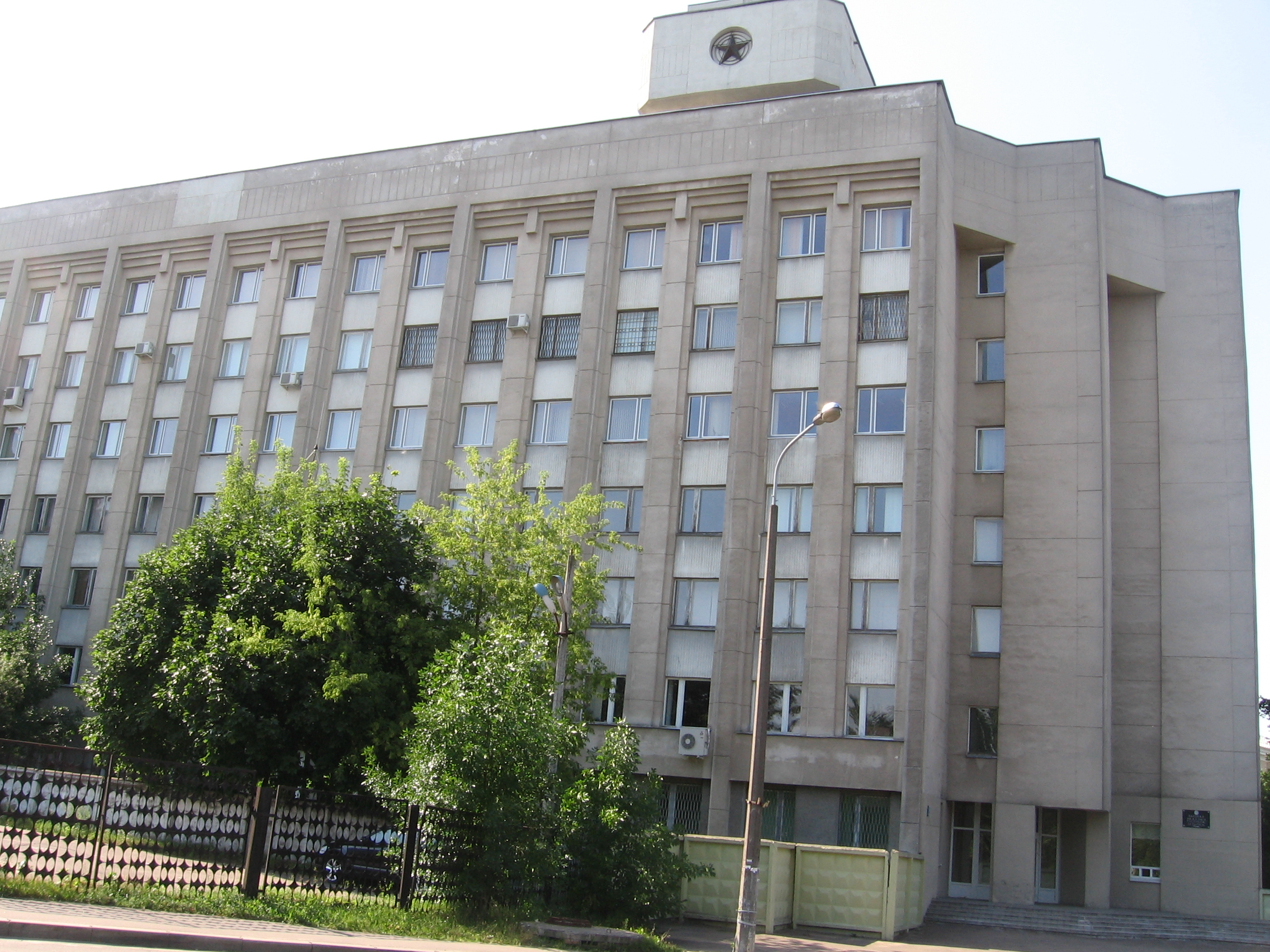
Филиал ВАРБ на ул. Славинского,4 в Минске

Вуз насчитывает семь факультетов — общевойсковой, связи и автоматизированных систем управления, факультет ракетных войск и артиллерии и ракетно-артиллерийского вооружения, противовоздушной обороны, военной разведки, авиационный, внутренних войск. Готовятся специалисты по 19 специальностям, 6 направлениям и 31 специализации.
Обучение курсантов на офицеров с высшим военным специальным образованием для замещения первичных офицерских должностей (с присвоением звания лейтенант производится со сроком обучения 4 или 5 лет (в зависимости от специальности). Значительное место в обучении будущих офицеров занимает общевойсковая и физическая подготовка. Курсанты старших курсов (3—5-й курсы) проживают в общежитии; два раза в год (зимой и летом) курсантам предоставляется каникулярный отпуск продолжительностью 14 (зимой) и 30 (летом) суток.
В учебных корпусах академии размещены лекционные аудитории, классы, специализированные кабинеты, лаборатории, оснащенные электронно-вычислительной техникой и средствами автоматики. Академия оборудована современными учебно-тренировочными комплексами и тренажерами.
Преподавательский коллектив насчитывает около 700 преподавателей, среди которых 20 докторов и 250 кандидатов наук, 25 профессоров и 200 доцентов.
Накануне 1 сентября 2006 г. на базе Военной академии Республики Беларусь состоялось открытие факультета Генерального штаба Вооруженных Сил (в соответствии с Указом Президента Республики Беларусь от 22 марта 2006 г. № 178), призванного обеспечить подготовку профессиональной военной элиты, способной командовать соединениями, объединениями и видами Вооруженных Сил, руководить управлениями центрального аппарата Министерства обороны и Генерального штаба в современных условиях.

## Руководство академии
| Должность                                                                                                  | Звание                       | ФИО                            |
| --- | ---------------------------- | ------------------------------ |
| Начальник                                                                                                  | генерал-майор                | Горбатенко Андрей              |
| Первый заместительно начальника                                                                            | полковник                    | Соболь Дмитрий Владимирович    |
| Заместитель начальника по учебной работе                                                                   | полковник                    | Неверко Артем Валентинович     |
| Заместитель начальника по научной работе                                                                   | полковник                    | Сахарух Дмитрий Александрович  |
| Заместитель начальника академии по идеологической работе — начальник отдела идеологической работы          | полковник                    | Глазырин Сергей Владимирович   |
| Заместитель начальника по вооружению                                                                       | полковник                    | Щур Андрей Владимирович        |
| Заместитель начальника по тылу                                                                             | полковник                    | Ярошевич Владимир Вячеславович |
| Начальник учебно-методического отдела                                                                      | полковник                    | Пушкаш Богдан Георгиевич       |
| Начальник отдела кадров                                                                                    | полковник                    | Щербин Вячеслав Викторович     |
| Начальник юридической службы                                                                               | подполковник юстиции         | Коваль Владимир Владимирович   |
| Начальник медицинской службы                                                                               | полковник медицинской службы | Потемкин Юрий Валентинович     |
| Начальник группы довузовской подготовки и мониторинга учебного процесса                                    | полковник                    | Фадеев Виктор Витальевич       |
| Начальник центра профессионального психологического отбора и сопровождения учебно-воспитательного процесса | майор                        | Тицкий Александр Геннадьевич   |

## Факультеты и специальности
| № п/п                                                  | Перечень специальностей, специализаций (направлений специальностей) | Квалификация                                                        | Срок обучения           |                         |                         |
| Общевойсковой факультет                                | Общевойсковой факультет | Общевойсковой факультет                                             | Общевойсковой факультет | Общевойсковой факультет | Общевойсковой факультет |
| ------------------------------------------------------ | --- | ------------------------------------------------------------------- | ----------------------- | ----------------------- | ----------------------- |
| 1                                                      | Управление мотострелковыми подразделениями | Специалист по управлению — инженер                                  | 4 года                  |                         |                         |
| 2                                                      | Управление подразделениями сил специальных операций по специализации: управление подразделениями специальной разведки                                                                                           | Специалист по управлению со знанием иностранных языков              | 4 года                  |                         |                         |
| 3                                                      | Управление подразделениями сил специальных операций по специализации: управление подразделениями войсковой разведки                                                                                             | Специалист по управлению со знанием иностранных языков              | 4 года                  |                         |                         |
| 4                                                      | Управление подразделениями сил специальных операций по специализации: управление воздушно-десантными подразделениями                                                                                            | Специалист по управлению – инженер                                  | 4 года                  |                         |                         |
| 5                                                      | Управление танковыми подразделениями | Специалист по управлению — инженер                                  | 4 года                  |                         |                         |
| 6                                                      | Тыловое обеспечение войск по специализации: обеспечение горючим | Специалист по управлению                                            | 4 года                  |                         |                         |
| 7                                                      | Идеологическая работа в подразделениях по направлению: идеологическая работа (Вооруженные Силы) | Специалист по идеологической работе                                 | 4 года                  |                         |                         |
| 8                                                      | Управление подразделениями ракетных войск и артиллерии | Специалист по управлению — инженер                                  | 5 лет                   |                         |                         |
| 9                                                      | Эксплуатация радиотехнических систем, по специализации: эксплуатация и ремонт артиллерийских радиотехнических систем                                                                                            | Инженер. Специалист по управлению                                   | 5 лет                   |                         |                         |
| 10                                                     | Эксплуатация наземных систем вооружения по специализации: эксплуатация и ремонт артиллерийского вооружения | Инженер. Специалист по управлению                                   | 5 лет                   |                         |                         |
| Факультет связи и автоматизированных систем управления | |                                                                     |                         |                         |                         |
| 11                                                     | Телекоммуникационные системы | Инженер. Специалист по управлению                                   | 5 лет                   |                         |                         |
| 12                                                     | Эксплуатация автоматизированных систем управления | Инженер. Специалист по управлению                                   | 5 лет                   |                         |                         |
| 13                                                     | Эксплуатация автоматизированных систем обработки информации | Инженер. Специалист по управлению                                   | 5 лет                   |                         |                         |
| Факультет противовоздушной обороны                     | |                                                                     |                         |                         |                         |
| 14                                                     | Эксплуатация радиотехнических систем | Инженер. Специалист по управлению                                   | 5 лет                   |                         |                         |
| Факультет военной разведки                             | |                                                                     |                         |                         |                         |
| 15                                                     | Управление подразделениями сил специальных операций | Специалист по управлению со знанием иностранных языков              | 5 лет                   |                         |                         |
| 16                                                     | Телекоммуникационные системы (направление «Телекоммуникационные системы (радиоконтроль и противодействие)») | Инженер. Специалист по управлению                                   | 5 лет                   |                         |                         |
| Авиационный факультет                                  | |                                                                     |                         |                         |                         |
| 17                                                     | Управление воздушным движением, боевое управление авиацией | Инженер по управлению воздушным движением. Специалист по управлению | 5 лет                   |                         |                         |
| 18                                                     | Эксплуатация воздушного транспорта, управление воздушным движением по направлению: фронтовая авиация | Пилот-инженер самолета. Специалист по управлению                    | 5 лет                   |                         |                         |
| 19                                                     | Эксплуатация воздушного транспорта, управление воздушным движением по направлению: армейская авиация | Пилот-инженер вертолета. Специалист по управлению                   | 5 лет                   |                         |                         |
| 20                                                     | Эксплуатация воздушного транспорта, управление воздушным движением по направлению: штурманская авиация | Штурман-инженер. Специалист по управлению                           | 5 лет                   |                         |                         |
| 21                                                     | Эксплуатация радиотехнических систем по специализации: применение подразделений и воинских частей радиотехнического обеспечения полетов авиации, эксплуатация и ремонт радиотехнических средств полетов авиации | Инженер. Специалист по управлению                                   | 5 лет                   |                         |                         |
| 22                                                     | Техническая эксплуатация электросистем и пилотажно-навигационных комплексов летательных аппаратов | Инженер. Специалист по управлению                                   | 5 лет                   |                         |                         |
| 23                                                     | Техническая эксплуатация пилотируемых летательных аппаратов и их силовых установок | Инженер. Специалист по управлению                                   | 5 лет                   |                         |                         |
| 24                                                     | Техническая эксплуатация комплексов вооружения летательных аппаратов | Инженер. Специалист по управлению                                   | 5 лет                   |                         |                         |
| 25                                                     | Техническая эксплуатация бортовых радиоэлектронных комплексов летательных аппаратов | Инженер. Специалист по управлению                                   | 5 лет                   |                         |                         |
| Факультет внутренних войск                             | |                                                                     |                         |                         |                         |
| 26                                                     | Управление подразделениями внутренних войск | Специалист по управлению — юрист                                    | 4 года                  |                         |                         |